# Dvärgfruktduva
Dvärgfruktduva (Ptilinopus nainus) är en fågel i familjen duvor inom ordningen duvfåglar.

## Utseende och läte
Dvärgfruktduvan är som namnet avslöjar en mycket liten fruktduva. Fjäderdräkten är huvudsakligen grön med lysande gult på undergumpen. Hanen har en tydlig lilafärgad teckning över bröstet och en ljus halvmåne över skuldran. Arten liknar hona rödstrupig fruktduva och vitbandad fruktduva, men är mindre med gula kanter på vingpennorna. Lätet är ett tydligt fallande och sedan stigande "oh-wah!" som upprepas ett antal gånger.

## Utbredning och systematik
Fågeln förekommer i låglänta områden på Nya Guinea förutom längst i nordväst och norra kusten av sydöstra delen av ön. Den hittas även i Raja Ampatöarna utanför nordvästra Nya Guinea. Den behandlas som monotypisk, det vill säga att den inte delas in i några underarter.

## Levnadssätt
Dvärgfruktduvan hittas i regnskog i låglänta områden och förberg. Den ses ofta i par och ibland tillsammans med andra fruktduvor. Födan består av frukt och nektar.

## Status och hot
Arten har ett stort utbredningsområde, men tros minska i antal, dock inte tillräckligt kraftigt för att den ska betraktas som hotad. Internationella naturvårdsunionen IUCN listar arten som livskraftig (LC).